# بن الشيبة

تعديل مصدري - تعديل

بن الشيبة هي إحدى قرى عزلة أحور بمديرية أحور التابعة لمحافظة أبين، بلغ تعداد سكانها 96 نسمة حسب تعداد اليمن لعام 2004.